# Pjedsted
Pjedsted is een plaats in de Deense regio Zuid-Denemarken, gemeente Fredericia, en telt 594 inwoners (2007).